# Grace Under Pressure
Grace Under Pressure (en español: Gracia bajo presión) es el título del décimo álbum grabado en estudio por la agrupación canadiense de rock progresivo Rush. 
Fue lanzado al mercado en Estados Unidos en abril y en Latinoamérica en julio de 1984, originalmente en formatos vinilo y casete, siendo posteriormente remasterizado y editado en CD en 1997. En este álbum se aprecian nuevas influencias que le dan un giro radical al estilo de la banda, especialmente de reggae y ska. Es notable también como álbum conceptual, un tópico al cual la banda no se aproximaba desde la década de los 70. En el aspecto comercial, fue certificado (en Estados Unidos) con las categorías oro y platino en ventas el 26 de junio de 1984.

## Antecedentes
Luego de la partida -en términos amistosos, por demás- de su ahora exproductor Terry Brown, Rush entró en la búsqueda de un nuevo productor musical. Inicialmente se acercaron a Steve Lillywhite, quien era un afamado productor que había trabajado con artistas de renombre mundial como Peter Gabriel y en ese entonces estaba produciendo a una prometedora banda irlandesa llamada U2. A pesar de que tanto los miembros de Rush como Lillywhite estuvieron de acuerdo en el proyecto, el productor se excusó con la banda, alegando que él no era la persona indicada para tal trabajo. Rush decide comenzar las sesiones de grabación por su cuenta, a la espera de decidir sobre quién podría ayudarlos a producir el álbum.
Finalmente, se decantaron por Peter Henderson, productor inglés, quien ya tenía un amplio curriculum que incluía a Supertramp, Frank Zappa y King Crimson. Henderson entró al equipo de producción más que todo para brindar asistencia técnica, pues la mayor parte del trabajo lo hizo Rush de manera independiente, apoyados en la experiencia de nueve álbumes previos y un largo aprendizaje de la mano de Terry Brown.

## Concepto
Durante la época de la Guerra Fría, y especialmente en los años 80, bandas como U2, Depeche Mode y Styx -por nombrar algunas- trabajaron en composiciones que reflejaban sus preocupaciones acerca del destino de la humanidad durante esta época volátil, casi siempre desde una perspectiva pesimista. No obstante, Neil Peart, como compositor lírico designado, realiza un enfoque que -aun siendo apocalíptico- mira lo frágil de la existencia humana, pero desde un punto de vista optimista, tratando de tener la fuerza y la valentía para sobrevivir, aún viviendo al borde -del exterminio o de la autodestrucción-. Ese es el concepto del álbum, expresado en todas sus canciones, desde diferentes puntos de vista:
- El peligro de amenaza nuclear y contaminación radiactiva, que se describe en el tema Distant Early Warning. Los seres humanos deben aprender a vivir sin egoísmos ni pasiones, por lo que tal vez una amenaza colectiva de exterminio abra los corazones de la gente y les obligue a comprender que la convivencia es mejor solución que las guerras. Musicalmente, en este tema se escuchan armonías entre los sintetizadores, la guitarra y la percusión de manera mucho más elaborada que en cualquier tema de la banda hasta ese momento.

- Enfrentamiento y sobreposición ante la muerte de un ser querido, como se narra en el tema Afterimage, que sugiere que la vida debe continuar aún con la desaparición física -y siempre trágica- de un familiar o amigo. Compuesta originalmente en memoria de Robbie Whelan, ingeniero de sonido que participó en las sesiones de grabación del álbum y durante las mismas sufrió un accidente mortal, la letra se vuelve macabramente profética pues 14 años después, Neil Peart deberá enfrentar en la vida real los fallecimientos de sus propias hija y esposa.

- La esperanza de liberación del cautiverio y torturas. El tema Red Sector A trata sobre los horrores que sufre un prisionero en un campo de concentración futurista, quien sin embargo nunca pierde las ganas de vivir. La historia está inspirada en las vivencias reales de Mary Rubenstein, la madre del bajista y cantante de la banda Geddy Lee, quien fue prisionera del régimen Nazi en el campo de concentración de Bergen-Belsen, durante la Segunda Guerra Mundial. En la música, el tema no tiene línea de bajo, siendo sustituida por un sintetizador. La exquisita y compleja mezcla melódica que se escucha en este tema, lo convierten en uno de los mejores de Rush en toda su historia.

- La lucha del ser en contra de sus miedos y pasiones, que es el tema central de The Enemy Within, con el cual se completa la trilogía "Fear" (miedo), junto con los temas The Weapon (del álbum "Signals") y Witch Hunt (del álbum "Moving Pictures"). Los temores, pasiones y vicios -que a la sazón son el "enemigo interno"- deben (y, tal como se da a entender, pueden) ser derrotados. La canción tiene una fuerte influencia de ska, que era un género inexplorado por Rush hasta ese momento.

- La decepción de un androide que evoluciona y desarrolla sentimientos humanos, para darse cuenta de que no es más que un objeto y esclavo de sus amos (y creadores) humanos, escapando de su infame situación y buscando vivir una vida normal como cualquier persona, que es la historia narrada en The Body Electric.

- El drama de ser niño y crecer teniendo que aprender lecciones que a veces son muy duras, como en Kid Gloves. Musicalmente esta es una pieza muy rica, con varios cambios en el compás y virtuosos solos de guitarra.

- Un punto de vista interesante sobre los regímenes comunistas -no olvidemos que era la época de la Guerra Fría- que se puede entrever en la canción Red Lenses

- Las reflexiones que hace una persona mayor que se da cuenta de que va envejeciendo y no puede hacer nada para detener el tiempo, debiendo conformarse con atesorar recuerdos de un pasado glorioso, descritas maravillosamente en el tema Between The Wheels. La conjunción entre las armonías de la guitarra y los sintetizadores es excelente en este tema.

## Lista de canciones
Lado A
- "Distant Early Warning" (4:56)
- "Afterimage" (5:03)
- "Red Sector A" (5:09)
- "The Enemy Within" (Part I of "Fear") (4:34)

Lado B
- "The Body Electric" (4:59)
- "Kid Gloves" (4:17)
- "Red Lenses" (4:41)
- "Between the Wheels" (5:44)

## Video
Durante la época en la que se lanzó el álbum, el concepto de videoclip (especialmente a través del canal de televisión MTV) fue ampliamente utilizado por las productoras discográficas para apoyar los lanzamientos musicales. Grace Under Pressure no fue la excepción: de este álbum se extrajeron cuatro temas: Distant Early Warning, Afterimage, The Enemy Within y The Body Electric, para el rodaje de sus respectivos videoclips, que hoy en día constituyen un documento muy preciado por los fanáticos de la banda. En 1985 se editó un video álbum en formato VHS titulado "Through The Camera Eye", donde se incluían estos videoclips.
Adicionalmente, durante la gira promocional del álbum, la banda decidió registrar su presentación en concierto en el Maple Leaf Gardens de Toronto, la noche del 21 de septiembre de 1984. Dicha presentación se editó en formato VHS con el título de Grace Under Pressure Tour en 1985 y fue remasterizado y reeditado en formato DVD en 2006 e incluido en el paquete especial "Replay X 3". Este paquete especial incluye además un CD extra con el audio del concierto.

## Músicos
- Geddy Lee: Voz, Bajo y Sintetizadores
- Alex Lifeson: Guitarras y Sintetizadores
- Neil Peart: Batería y percusión electrónica

- Datos: Q180847